# España en los Juegos Olímpicos de Moscú 1980
España estuvo representada en los Juegos Olímpicos de Moscú 1980 por una delegación de 156 deportistas (147 hombres y 9 mujeres) que participaron en 16 deportes. El portador de la bandera en la ceremonia de apertura fue el piragüista Herminio Menéndez Rodríguez.
Responsable del equipo olímpico fue el Comité Olímpico Español (COE), así como las federaciones deportivas nacionales de cada deporte con participación. El COE decidió estar presente en estos Juegos a pesar del boicot de una parte de los países occidentales, encabezado por Estados Unidos, a causa de la invasión soviética de Afganistán en diciembre de 1979. Pero como medida de protesta se decidió no portar el pabellón nacional ni en las ceremonias de apertura y de clausura, ni en las ceremonias de entrega de medallas; en su lugar se utilizó la enseña olímpica.

## Medallas
El equipo olímpico español consiguió durante los Juegos las siguientes medallas:
| Nombre                                                  | Deporte             | Competición       | Fecha       |
| ------------------------------------------------------- | ------------------- | ----------------- | ----------- |
| Oro                                                     |                     |                   |             |
| Alejandro Abascal García Miguel Noguer Castellví        | Vela                | Flying Dutchman M | 29 de julio |
| Plata                                                   |                     |                   |             |
| Jordi Llopart Ribas                                     | Atletismo           | 50 km marcha M    | 30 de julio |
| Equipo                                                  | Hockey sobre hierba | Torneo masculino  | 29 de julio |
| Herminio Menéndez Rodríguez Guillermo del Riego Gordón  | Piragüismo          | K2 500 m M        | 1 de agosto |
| Bronce                                                  |                     |                   |             |
| David López-Zubero                                      | Natación            | 100 m mariposa M  | 23 de julio |
| Herminio Menéndez Rodríguez Luis Gregorio Ramos Misioné | Piragüismo          | K2 1000 m M       | 2 de agosto |

### Por deporte
| Evento              | Oro | Plata | Bronce | Total |
| ------------------- | --- | ----- | ------ | ----- |
| Atletismo           | 0   | 1     | 0      | 1     |
| Hockey sobre hierba | 0   | 1     | 0      | 1     |
| Natación            | 0   | 0     | 1      | 1     |
| Piragüismo          | 0   | 1     | 1      | 2     |
| Vela                | 1   | 0     | 0      | 1     |
| TOTAL               | 1   | 3     | 2      | 6     |

## Diplomas olímpicos
En estos Juegos como venía sucediendo desde los Juegos Olímpicos de Londres 1948 y como sucedería hasta los de Los Ángeles 1984 recibían diploma olímpico los atletas clasificados hasta el sexto puesto. En total se consiguieron 13 diplomas olímpicos en diversos deportes, de estos 4 correspondieron a diploma de cuarto puesto, 6 de quinto y 3 de sexto.
| Nombre | Deporte    | Competición              | Fecha       |
| --- | ---------- | ------------------------ | ----------- |
| 4.° |            |                          |             |
| Domingo Ramón Menargues                                                                                       | Atletismo  | 3000 m con obstáculos    | 31 de julio |
| Equipo | Baloncesto | Torneo masculino         | 30 de julio |
| José Manuel Bermúdez Isidro Martín Solano Salvador Verges Soler Luis Lasúrtegui Berridi Javier Sabriá Pitarch | Remo       | Cuatro con timonel (M4+) | 27 de julio |
| Equipo | Waterpolo  | Torneo masculino         | 29 de julio |
| 5.° |            |                          |             |
| Francisco Sánchez Vargas                                                                                      | Atletismo  | 3000 m con obstáculos    | 31 de julio |
| Josep Marín                                                                                                   | Atletismo  | 20 km marcha             | 24 de julio |
| Equipo | Balonmano  | Torneo masculino         | 30 de julio |
| Ignacio Sanz Paz                                                                                              | Judo       | –78 kg                   | 29 de julio |
| Joan Solano Rovira Jesús González Guisande Manuel Vera Vázquez Julio Oliver Cañadas                           | Remo       | Cuatro scull (M4x)       | 27 de julio |
| Eladio Vallduví                                                                                               | Tiro       | Foso olímpico            | 22 de julio |
| 6.° |            |                          |             |
| Josep Marín                                                                                                   | Atletismo  | 50 km marcha             | 30 de julio |
| Rafael Escalas                                                                                                | Natación   | 1500 m libre             | 22 de julio |
| Gustavo Doreste Blanco Alfredo Rigau Llauguer                                                                 | Vela       | 470                      | 29 de julio |

## Participantes por deporte
De los 21 deportes (24 disciplinas) reconocidos por el COI en los Juegos Olímpicos de verano, se contó con representación española en 16 deportes (18 disciplinas). 
| N.º | Deporte                        | H   | M | T   |
| 1   | Atletismo                      | 21  | 0 | 21  |
| 2   | Baloncesto                     | 12  | 0 | 12  |
| 3   | Balonmano                      | 14  | 0 | 14  |
| 4   | Boxeo                          | 0   | – | 0   |
| 5   | Ciclismo en ruta               | 0   | – | 0   |
| 5   | Ciclismo en pista              | 0   | – | 0   |
| 6   | Esgrima                        | 4   | 0 | 4   |
| 7   | Fútbol                         | 16  | – | 16  |
| 8   | Gimnasia artística             | 3   | 3 | 6   |
| 9   | Halterofilia                   | 0   | – | 0   |
| 10  | Hípica                         | 0   | 0 | 0   |
| 11  | Hockey                         | 16  | 0 | 16  |
| 12  | Judo                           | 2   | – | 2   |
| 13  | Lucha                          | 2   | – | 2   |
| 14  | Natación                       | 7   | 4 | 11  |
| 14  | Saltos                         | 1   | 2 | 3   |
| 14  | Waterpolo                      | 11  | – | 11  |
| 15  | Pentatlón moderno              | 3   | – | 3   |
| 16  | Piragüismo en aguas tranquilas | 5   | 0 | 5   |
| 17  | Remo                           | 13  | 0 | 13  |
| 18  | Tiro                           | 8   | – | 8   |
| 19  | Tiro con arco                  | 2   | 0 | 2   |
| 20  | Vela                           | 7   | 0 | 7   |
| 21  | Voleibol                       | 0   | 0 | 0   |
|     | TOTAL                          | 147 | 9 | 156 |